# Koncert 1981
A Koncert 1981 a  magyar Hobo Blues Band blueszenekar 1981-es egri, Vörös Csillag mozis fellépéséről készült koncertfelvétele, amely két lemezből áll. A felvételeket le lehetett tölteni ingyenesen Földes László honlapjáról.

## Számok

### CD-1
1. Feketebárány blues – 5:29
2. A világ tetején ülve – 5:09
3. Vándor az úton – 3:31
4. Oly sokáig voltunk lenn – 3:31
5. Kopasz kutya – 3:04
6. Nem bűn a lustaság – 5:28
7. A királyfi vágtat a réten – 4:16
8. 3:20-as blues – 4:35
9. Vörös ház – 3:20
10. Hosszú lábú asszony – 3:20
11. Tetovált lány – 5:05
12. Kőbánya blues – 3:38

### CD-2
1. Belladonna – 3:24
2. Mata Hari – 4:38
3. Nem hallod, üvöltök – 4:39
4. Leples bitang – 4:06
5. A hetedik – 3:36
6. Enyém, tiéd, miénk – 3:12
7. Nemzedékem – 3:31
8. Sztárfaló – 3:46
9. Halálapa blues – 3:28
10. Ez csak rock and roll  – 2:32

## Közreműködők
- Deák Bill Gyula – ének
- Földes László – ének
- Kőrös József – gitár, ruhatervek
- Pálmai Zoltán – ütőhangszerek
- Póka Egon – basszusgitár, gitár, billentyűs hangszerek
- Szénich János – gitár

## Külső hivatkozások
- Hivatalos oldal